# Гошех, Сами Асем
Сами Асем Гошех (род. 1974, Амман) — иорданский дипломат. Посол Иордании в Азербайджане (с 2019).

## Биография
Родился в 1974 году в Аммане. Окончил Иорданский университет по специальности «правоведение».
Участвовал в курсах по вопросам беженцев, прав человека, медиа и общественных отношений.
С 1999 года работал в МИД Иордании. Занимался протокольной службой, вопросами развития отношений Иордании с арабскими и европейскими странами.
Являлся членом официальных делегаций Иордании в Генеральной Ассамблее ООН и Лиге арабских государств.
Являлся членом дипломатических миссий Иордании в Бахрейне, Сирии, Египте, Германии.
С 2018 по 2019 год являлся директором протокольной службы МИД Иордании.
Посол Иордании в Азербайджане (18 ноября 2019 — 3 августа 2023). Одновременно является послом Иордании в Грузии (с 4 сентября 2021).

## Награды
- Медаль независимости Иордании 1 степени